# Thorellius intrepidus
Espèce
Synonymes
- Vaejovis intrepidus Thorell, 1876

Thorellius intrepidus est une espèce de scorpions de la famille des Vaejovidae.

## Distribution
Cette espèce est endémique du Mexique. Elle se rencontre au Nayarit, en Aguascalientes, au Jalisco, au Colima, au Michoacán et au Guanajuato.

## Description
La femelle holotype mesure 84 mm.
Les mâles mesurent de 63,0 à 74,0 mm et les femelles de 61,7 à 82,6 mm.

## Systématique et taxinomie
Cette espèce a été décrite sous le protonyme Vaejovis intrepidus par Thorell en 1876. Elle est placée dans le genre Thorellius par Soleglad et Fet en 2008.

## Publication originale
- Thorell, 1876 : « On the classification of Scorpions. » Annals and Magazine of Natural History, sér. 4, vol. 4, p. 1-15 (texte intégral).